# El Aguacate, Tenango de Doria
El Aguacate är en ort i Mexiko.   Den ligger i kommunen Tenango de Doria och delstaten Hidalgo, i den sydöstra delen av landet, 140 km nordost om huvudstaden Mexico City. El Aguacate ligger 1 453 meter över havet och antalet invånare är 363.
Terrängen runt El Aguacate är huvudsakligen bergig, men norrut är den kuperad. Runt El Aguacate är det ganska tätbefolkat, med 149 invånare per kvadratkilometer. Närmaste större samhälle är San Bartolo Tutotepec, 3,2 km norr om El Aguacate. Omgivningarna runt El Aguacate är en mosaik av jordbruksmark och naturlig växtlighet.